# Kayak extrême
 (février 2025).
Motif : Sourçage primaire
- Archive Wikiwix
- Bing
- Cairn
- DuckDuckGo
- E. Universalis
- Gallica
- Google
- G. Books
- G. News
- G. Scholar
- Persée
- Qwant
- (zh) Baidu
- (ru) Yandex
- (wd) trouver des œuvres sur Wikidata

| 1. | Préciser le motif de la pose du bandeau. | Précisez le motif de la pose du bandeau en utilisant la syntaxe suivante : {{admissibilité à vérifier\|date=juin 2025\|motif=remplacez ce texte par le motif}}                     |
| 2. | Informer les utilisateurs concernés.     | Pensez à avertir le créateur de l'article, par exemple, en insérant le code ci-dessous sur sa page de discussion : {{subst:avertissement admissibilité à vérifier\|Kayak extrême}} |

 (février 2025).
Le kayak extrême ou kayak de haute rivière est une discipline du kayak visant à descendre des rivières de classe IV, V et V+. Ces rivières se caractérisent par d'importantes chutes d'eau, des torrents à plus de 10% de pentes, de gros rouleaux ou rappels, des passages encombrés d'obstacles ou à fort volumes.
Les pratiquants de cette discipline tel que Nouria Newman ou Éric Deguil recherchent le frisson, l'exploit de la première descente. Ils s'organisent sous forme de "team" et parcourent le monde à la recherche des plus grosses rivières, tels que le Patagonia Triple Crown, qui réunit les trois plus grosses rivières du Chili.
Ils sont équipés d'un matériel spécifiques à ce type de navigation: 
- un bateau court entre 2m30 et 3m aux pointes arrondies
- une corde de sécurité
- un équipement adapté au froid (combinaison, chausson, ...)